# Danny Hesp

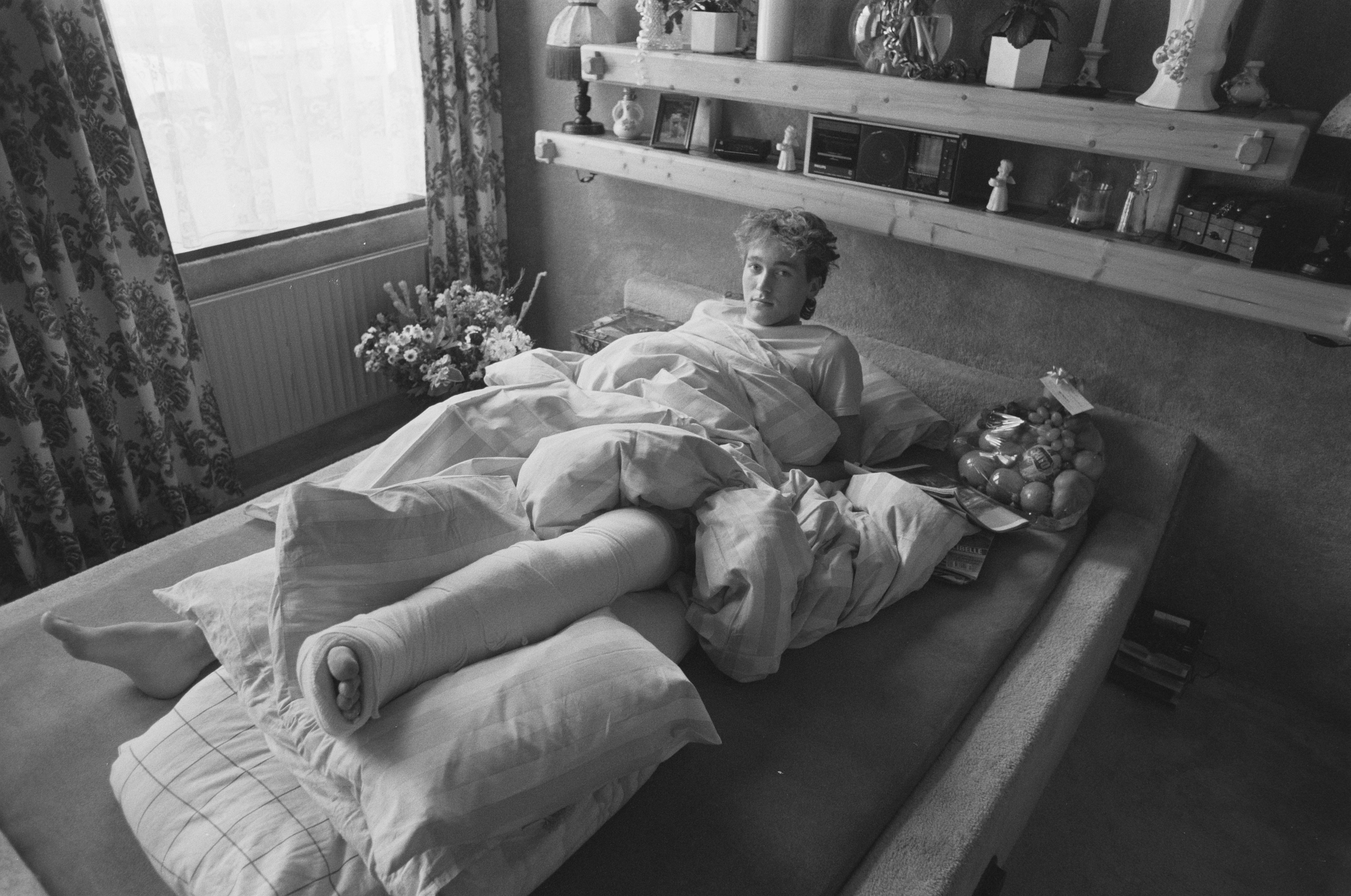
Danny Hesp zu Hause mit einem gebrochenen Bein im Gips (1988)

Danny Hesp (* 19. Oktober 1969 in Amsterdam) ist ein ehemaliger niederländischer Fußballspieler.

## Leben
Danny Hesp ist der jüngere Bruder des ehemaligen Torhüters Ruud Hesp.
Seine Karriere begann Hesp im Jahr 1987 bei Ajax Amsterdam. Zur Saison 1990/91 wechselte er zum SC Heerenveen. Er verließ Heerenveen in der laufenden Saison 1991/92 in Richtung TOP Oss, das in der Eerste Divisie spielte. 1994 zog es ihn zu Roda Kerkrade. Er wechselte in der laufenden Saison 1995/96 zum AZ Alkmaar. Zur Saison 1997/98 nahm ihn NEC Nijmegen unter Vertrag. Zur Saison 2003/04 wechselte er ein letztes Mal, diesmal war RBC Roosendaal sein Arbeitgeber. 2005 beendete er seine Karriere. Seit dem 1. Juli 2005 ist er Vorsitzender der Spielergewerkschaft VVCS (Vereniging van Contractspelers).